# Fraunhofer-Institut für Elektronenstrahl- und Plasmatechnik
Das Fraunhofer-Institut für Elektronenstrahl- und Plasmatechnik (FEP), auch in der Kurzbezeichnung „Fraunhofer FEP“ genannt, ist eine Einrichtung der Fraunhofer-Gesellschaft. Das Institut hat seinen Sitz in Dresden, seine Aktivitäten sind der angewandten Forschung und Entwicklung im Fach Ingenieurwissenschaften im Gebiet der Werkstoffwissenschaft zuzuordnen. Das Fraunhofer FEP ist Mitglied im Fraunhofer-Verbund Light & Surfaces, dem sechs Fraunhofer-Institute angehören.

## Geschichte
Das Institut wurde im Jahr 1991 unter Leitung von Siegfried Schiller aus Arbeitsgruppen des früheren Forschungsinstituts Manfred von Ardenne in Dresden gebildet. In diesem Vorläufer-Institut wurden bereits Dünnschichttechnologien entwickelt, erprobt und zur Anwendungsreife gebracht, die auch heute zu den Aufgaben des Fraunhofer FEP gehören. So wurde bereits 1973 vom „Forschungsinstitut Manfred von Ardenne“ die erste Anlage zur Vakuumbeschichtung von Architekturglas ausgeliefert.
Dem FEP ist es 2016/17 erstmals gelungen, OLED-Elektroden aus Graphen herzustellen. Das Verfahren wurde im EU-geförderten Projekt „Gladiator“ (Graphene Layers: Production, Characterization and Integration) gemeinsam mit Partnern aus Industrie und Forschung entwickelt und optimiert.

## Forschung und Entwicklung
Ein wichtiges Hauptarbeitsgebiet des Fraunhofer FEP ist die Dünnschichttechnologie. Dazu gehört die Beschichtung von Platten, Bändern und Bauteilen aus unterschiedlichen Materialien mit verschiedenen Schichten oder Schichtsystemen wie z. B. Spezialschichten für Displays und fälschungssichere Etiketten. Ein zweites Arbeitsfeld ist die Elektronenstrahltechnologie. Der Elektronenstrahl wird als präzises Werkzeug eingesetzt, um Metalle zu schweißen, zu verdampfen oder in der Randschicht zu modifizieren.
Das Institut gliedert sich in sechs unterschiedliche Geschäftsfelder:
- Flexible Produkte:  Entwicklung von Technologien, Prozessen und Schlüsselkomponenten zur Vakuumbeschichtung von flexiblen Produkten wie Kunststofffolien aber auch dünnen Metallfolien, Textilien, Membranen und Papier.
- Beschichtung von metallischen Platten und Bändern, Energietechnik:   Großflächige Vakuumbeschichtung von metallischen Platten und Bändern mit hohen Abscheideraten.
- Entwicklung von Elektronenstrahlsystemen und -technologien:  Die thermische Wirkung der Elektronen wird eingesetzt, um Metalle zu schweißen, zu verdampfen oder sie in der Randschicht zu modifizieren. Die chemisch-biologische Wirkung von Elektronen wird verwendet, um organische Materialien zu härten, in ihren Oberflächeneigenschaften zu verändern oder sie zu sterilisieren.
- Beschichtung von Bauteilen:  Beschichtung dreidimensionaler Gegenstände aus Metall, Keramik, Glas oder Kunststoff, um ihre Funktion und Lebensdauer durch Anpassung der Oberflächeneigenschaften zu verbessern.
- Präzisionsbeschichtung:   Entwicklung von Prozessen und Technologien, um elektrische, optische, akustische oder magnetisch wirksame Schichten und Schichtsysteme mit Vakuumverfahren präzise und homogen auf große Flächen aufzubringen.
- Medizinisch-biotechnologische Applikationen:  Forschung und Entwicklung in den Themengebieten Sterilisation, Hygienisierung und Inaktivierung sowie Aufbereitung von Gewebetransplantaten.

## Kooperationen
Es bestehen verschiedene Kooperationen mit sächsischen Hoch- und Fachschulen sowie Forschungseinrichtungen, so mit der Technischen Universität Dresden, der Technischen Universität Chemnitz, der Westsächsischen Hochschule Zwickau, der Hochschule für Technik und Wirtschaft Dresden und dem Leibniz-Institut für Polymerforschung Dresden (IPF).
Seit 2005 ist das Institut Mitglied des Kompetenznetz Industrielle Plasma-Oberflächentechnik (INPLAS), zu dem neben einer Anzahl von international namhaften Unternehmen auch die Bundesanstalt für Materialforschung und -prüfung (BAM), das Helmholtz-Zentrum Dresden-Rossendorf (HZDR), das Fraunhofer-Institut für Schicht- und Oberflächentechnik (IST), die Hochschule für angewandte Wissenschaft und Kunst (HAWK), das Institut für Oberflächentechnik der TU Braunschweig, das Leibniz-Institut für Plasmaforschung und Technologie (INP) und das Institut für Oberflächentechnik im Maschinenbau (IOT) der RWTH Aachen.
Ziel des Kompetenznetzes ist es, die weltweite Spitzenposition deutscher Unternehmen und Forschungseinrichtungen in der Plasma-Oberflächentechnik zu sichern und auszubauen. Das Kompetenznetz INPLAS wurde im Jahr 2006 vom Bundesministerium für Wirtschaft und Technologie in den „Club der Besten“ Netzwerke Deutschlands aufgenommen.
Außerdem ist das Institut Mitglied im Fraunhofer-Verbund Light & Surfaces. In diesem Verbund werden die Kompetenzen von sechs Fraunhofer-Instituten koordiniert, um eine permanente, schnelle und flexible Anpassung der Forschungsarbeiten an den raschen technologischen Fortschritt in allen Anwendungsbereichen zu gewährleisten.
Innerhalb Dresdens ist das Fraunhofer FEP Mitglied des Wissenschaftsverbundes Dresden-concept, in dem auch andere Fraunhofer Institute und Institute anderer Fachrichtungen sowie die TU Dresden und andere Hochschulen organisiert sind.

## Infrastruktur
Im Institut sind rund 196 Mitarbeitende, davon 9 Auszubildende, und zusätzlich 18 Praktikanten sowie 54 wissenschaftliche Hilfskräfte tätig.
Der Betriebshaushalt des Fraunhofer FEP lag im Geschäftsjahr 2023 bei 30,7 Millionen Euro. Diese kamen zu etwa 20 % aus der Grundfinanzierung, welche zu 90 % aus Bundesmitteln und zu 10 % aus Landesmitteln finanziert wird. Die Erträge aus Auftragsforschung der Wirtschaft beliefen sich auf 11,6 Millionen Euro.
Das Fraunhofer FEP wird von Elizabeth von Hauff geleitet.